# Fame d'amore
Fame d'amore è una docu-serie televisiva italiana in onda dall'11 maggio 2020 in seconda serata alle 23:15 su Rai 3 HD, condotta da Francesca Fialdini.
Il programma, realizzato da Ballandi Arts, segue le vicende di un gruppo di ragazzi con disturbi alimentari, come anoressia nervosa o bulimia, e ragazzi con disturbi psichiatrici e il loro percorso di cura all'interno di diverse comunità terapeutiche.

## Edizioni
| Edizione | Inizio          | Fine             | Puntate |
| -------- | --------------- | ---------------- | ------- |
| 1ª       | 11 maggio 2020  | 1º giugno 2020   | 4       |
| 2ª       | 26 ottobre 2020 | 16 novembre 2020 | 4       |
| 3ª       | 4 aprile 2022   | 25 aprile 2022   | 4       |
| 4ª       | 7 novembre 2022 | 26 dicembre 2022 | 8       |
| 5ª       | 8 ottobre 2023  | 26 novembre 2023 | 8       |
| 6ª       | 5 gennaio 2025  | 2 marzo 2025     | 8       |